# Microsoft FrontPage
Microsoft FrontPage (nome completo Microsoft Office FrontPage) è un editor HTML del tipo WYSIWYG prodotto dalla Microsoft Corporation per la linea di sistemi operativi Windows. È stato parte della linea di prodotti Microsoft Office fino al 2003, anno in cui fu rimpiazzato da Microsoft Expression Studio e Microsoft SharePoint Designer, quest'ultimo distribuito il dicembre 2006 con Microsoft Office 2007.

## Storia
FrontPage fu creato dalla società Vermeer Technologies, Incorporated di Cambridge, (evidenza: è possibile trovare la stringa _vti_ nelle cartelle e nei file di un sito FrontPage). La società fu acquisita da Microsoft nel 1996 per poter aggiungere il software alla linea di prodotti Office, permettendo l'aumento di vantaggio nella guerra dei browser, poiché FrontPage era stato progettato per creare pagine web pienamente compatibili con Internet Explorer.
Essendo un editor WYSIWYG, FrontPage è progettato per nascondere il codice HTML, permettendo ai principianti di progettare siti Web con facilità.
La prima occasione in cui il nome FrontPage fu accompagnato al nome Microsoft fu con l'uscita di Windows NT 4.0 Server e il suo Web server costituente Internet Information Services 2.0. Incluso nel CD di NT 4.0, FrontPage 1.1 funzionava su NT 4.0 (Server o Workstation) o Windows 95. Fino a FrontPage 98, il programma era diviso in due versioni: FrontPage Editor, usato per modificare le pagine web, e FrontPage Explorer, usato per navigare tra le cartelle del sito. Con FrontPage 2000 (versione 9.0), i due programmi furono uniti creando un singolo programma per navigare tra le cartelle del proprio sito e contemporaneamente modificare le pagine.
FrontPage in origine necessitava di plugin per il server, chiamati IIS Extensions. L'estensione fu rinnovata per l'inclusione nella linea di prodotti Office 97, poi rinominata FrontPage Server Extensions (FPSE). Entrambi i set di estensioni dovevano essere installati sul server Web di destinazione per far funzionare le funzioni di contenuto e di pubblicazione. Microsoft offrì due versioni dei pacchetti FPSE, rispettivamente per Windows e i sistemi basati su Unix. FrontPage 2000 Server Extensions funzionò anche con le versioni precedenti di FrontPage. FPSE 2002 (10.0) è stata l'ultima versione distribuita, funzionante con FrontPage 2003 (11.0) e venne aggiornata anche per IIS 6.0. Ma con FrontPage 2003, Microsoft cominciò a spostarsi da estensioni per server proprietari a protocolli standard come FTP e WebDAV per la pubblicazione Web remota. FrontPage 2003 può anche essere usato con Windows SharePoint Services.
Nel 1998 fu distribuita una versione per Mac OS, ma non fu mai aggiornata e incluse meno funzioni della versione per Windows.
Nel 2006 Microsoft ha annunciato che FrontPage sarebbe stato sostituito da due prodotti: Microsoft SharePoint Designer permette la creazione di applicazioni basate su SharePoint. Microsoft Expression Web è destinato ai designer Web professionali per create siti Web. Microsoft cessò lo sviluppo di FrontPage nel dicembre 2006.

## Versioni
- FrontPage 1.0 per Mac

Microsoft FrontPage Express

- FrontPage Express 2.0 (versione gratuita inclusa con la versione 4.0 di Internet Explorer)
- FrontPage per Windows 95
- FrontPage 97
- FrontPage per Windows 98
- FrontPage 2000
- FrontPage 2002 (chiamato anche FrontPage XP)
- FrontPage 2003 (ultima versione)

### Successori
- Expression Web (distribuito il 4 dicembre 2006)
- Expression Web 2 (distribuito il 1º maggio 2008)
- Expression Web 3 (distribuito nel luglio 2009)
- Expression Web 4 (distribuito il 7 giugno 2010)
- Microsoft SharePoint Designer 2007 (disponibile come download gratuito)
- Microsoft SharePoint Designer 2010[6]
- Microsoft SharePoint Designer 2013